# Blåprickig mullvadssalamander
Blåprickig mullvadssalamander (Ambystoma laterale) är ett stjärtgroddjur i familjen mullvadssalamandrar som lever i Nordamerika.

## Utseende
Salamandern är blåsvart med blåvita fläckar på sidorna och ibland på ryggen. Buken är ibland ljusare än resten av kroppen. Salamandern har långa tår och svans; den senare utgör omkring 40 % av kroppslängden, som vanligtvis ligger mellan 10 och 14 cm. Området kring kloaköppningen är helt svart. Larverna är olivgröna, grå eller svarta på ryggsidan, ofta med gulaktiga markeringar i form av fläckar på ryggen och strimmor på sidorna. Buken är enfärgat ljus.

## Utbredning
Den blåprickiga mullvadssalamandern finns i gränsområdena mellan sydöstra Kanada (från södra Manitoba till södra Québec) och nordöstra USA (från Stora sjöarna till New Jersey).

## Vanor
Arten föredrar mer eller mindre fuktiga biotoper som sump- och våtmarker med omgivande, högre, trädbeväxt terräng på sand- ler- eller moränjord. 
Under dagen gömmer de sig för att undvika direkt solljus, speciellt under nerfallna trädstammar. Vintersömnen tillbringar de nergrävda på frostfritt djup. 

### Föda
De vuxna djuren lever av ryggradslösa djur som maskar, insekter, mångfotingar, spindlar, snäckor och sniglar. Larverna tar främst små kräftdjur, vatteninsekter och insektslarver, speciellt från myggor.

### Fortplantning
Den blåprickiga mullvadssalamandern leker i temporära vattensamlingar, som dammar och diken, i skogbeväxta områden. Allt för sura vatten, med ett pH under 4,5 undvikes. Arten börjar vandra till lekvattnen från slutet av mars till tidigt i april. Leken börjar med att hanen nafsar på honan. Han övergår därefter till att gripa henne bakom frambenen, en ställning som paret kan behålla i flera timmar. Till sist avsätter han en spermatofor framför honan, som hon tar upp med sin kloak. Honan kan lägga upp till 500 ägg på bottnen intill växtlighet, stenar och andra föremål. De kläcks efter omkring 1 månad, och larverna förvandlas under sensommaren. Ungdjuren blir könsmogna vid ungefär 2 års ålder.

## Status
Den blåprickiga mullvadssalamandern betraktas som livskraftig ("LC") och populationen är stabil. Dock betraktas habitatförlust till följd av ett intensifierat jordbruk och stadsutveckling som hot, liksom försurning av lekvattnen.